# Мужская сборная Бельгии по хоккею на траве
Мужская сборная Бельгии по хоккею на траве (прозвище «Красные львы»; англ. Red Lions) — мужская сборная по хоккею на траве, представляющая Бельгию на международной арене. Управляющим органом сборной выступает Королевская ассоциация хоккея на траве Бельгии (англ. Royal Belgian Hockey Association).
Сборная является одной из сильнейших в мире, занимает (по состоянию на 16 июня 2014) 4-е место в рейтинге Международной федерации хоккея на траве (FIH).
Наилучшими результатами выступлений сборной на международных турнирах на настоящий момент являются участие в шести полуфиналах чемпионатов Европы начиная с 1995, 3-е место на чемпионате Европы 2007 и 2-е место на чемпионате Европы 2013, победу на Champions Challenge в 2011, выигрыш бронзовой медали на летней Олимпиаде 1920 года в Антверпене, Бельгия.

## Текущий состав
Состав команды был объявлен 24 мая 2014 перед чемпионатом мира 2014, прошедшем в мае-июне в Гааге, Нидерланды.
Главный тренер: Марк Ламмерс
| №  | Игрок                | Поз. | Возраст |
| -- | -------------------- | ---- | ------- |
| 2  | Ксавье Реккингер     |      | 30      |
| 3  | Jeremy Gucassoff     | GK   | 25      |
| 4  | Arthur Van Doren     |      | 19      |
| 6  | Dorian Thiery        |      | 20      |
| 7  | Джон-Джон Домен      |      | 26      |
| 8  | Флорен ван Обель     |      | 22      |
| 9  | Sébastien Dockier    |      | 24      |
| 10 | Седрик Шарлье        |      | 26      |
| 15 | Emmanuel Stockbroekx |      | 20      |

| №  | Игрок                  | Поз. | Возраст |
| -- | ---------------------- | ---- | ------- |
| 17 | Томас Брильс           |      | 26      |
| 19 | Félix Denayer          |      | 24      |
| 21 | Vincent Vanasch        | GK   | 26      |
| 22 | Simon Gougnard         |      | 23      |
| 23 | Alexandre De Saedeleer |      | 26      |
| 27 | Том Боон               |      | 24      |
| 28 | Жером Труйенс (c)      |      | 26      |
| 29 | Elliot Van Strydonck   |      | 25      |
| 32 | Tanguy Cosyns          |      | 22      |